# Староюгино
Старою́гино (южносельк. Та́ккэл э̄д — деревня на низовье, вас.хант. Мыгалн пугол) — село в Каргасокском районе Томской области, Россия. Входит в состав Новоюгинского сельского поселения.

## География
Село расположено на 32 км левого берега реки Васюган. Чуть севернее находятся озёра, в том числе Карасёвое. Село соединяется с райцентром с. Каргасок автодорогой, через паром до с. Новоюгино, летом, зимой — ледяная переправа. Мимо Староюгино проходит зимняя автодорога, идущая из Каргаска через зимнюю переправу у Новоюгина через реку Васюган и далее, зимой, на северо-запад области.

## История
Исторический населённый пункт южных селькупов (группа чумэлкуп) — юрты Югины. Крупнейшее селькупское поселение на Васюгане. На берегу реки Васюган близ села был найден клад VII века.
По преданиям, записанным у селькупов на Васюгане около юрт Маргиных, Югиных, фиксируется «богатырский» период истории, приведший к созданию местных сопок и большого озера. Обитатели нижнего течения Васюгана – жители юрт Югиных и Наунак помнят, что когда-то здесь была война богатыря и пришедшего на эти земли народа. Они застали богатыря врасплох и ему пришлось очажным таганом-палкой отбиваться от вооруженных луками и стрелами мужчин. «Те выстрелили залпом – стрелы все воткнулись ему в спину. Он упал. И земля провалилась. И в этом месте сделалось озеро».
Во второй половине XIX в. практически единственной фамилией в поселке были селькупы Югины. В 1897 г.: 5 хозяйств — 21 человек селькупов и 7 русских жителей. В 1911 г.: 5 хозяйств — 7 селькупов и 10 русских. Поселение входило в Лариатскую инородческую волость Нарымского края.
В старину в юртах Староюгиных изготавливали лодки из трёх слоёв тиски (варёной бересты) — паҗа́. Верхний край тисок был загнут вокруг обруча внутрь лодки и прошит саргой.

### Культовые места

#### Югинское культовое место
Было расположено у дер. Староюгино, на левом берегу Васюгана. Здесь еще в конце XIX в. стоял грубо сделанный деревянный идол без рук и без ног, с зарубками, означавшими глаза и нос, одетый в холщовую рубаху. Перед ним на жердях вешали платки, ситец, ленточки, шкурки и горностаев.

#### Озеро Перельту
В низовьях Васюгана в районе Староюгино есть озеро, почитавшееся селькупами священным – оз. Перельту. В «двух верстах» от него был культовый амбар с духами-лозами (или одним лозом «истуканом»). Им приносили подарки, а весной делали кровавые жертвоприношения – «закалывали молодой скот (быка или жеребенка)». Строго говоря, озеро Перельту или Пурульту – это система озёр: «глубокое Пурульту, его двойник – ровное и широкое Ту, а также озеро, в которое они оба впадают и которое тоже называется просто Ту, то есть озеро». По сведениям У. Т. Сирелиуса (1898–1900) «на берегу озера, на лесистом холме, который во время наводнения становится островом, лежала доска, на которую были посажены 4–6 кукол. Далее была вывешена ситцевая ткань и пожертвованы стрелы…». Жертвенное угощение из говядины жители устраивали дома.

## Население
| 1920 | 2002 | 2010 | 2012 | 2013 | 2014 | 2015 |
| ---- | ---- | ---- | ---- | ---- | ---- | ---- |
| 17   | ↗702 | ↘531 | ↘514 | ↘507 | →507 | ↘493 |
| 2021 |      |      |      |      |      |      |
| ↘294 |      |      |      |      |      |      |

## Социальная сфера и экономика
В селе есть библиотечно-досуговый центр, общеобразовательная школа, детское дошкольное учреждение и фельдшерско-акушерский пункт.
Основу экономической жизни составляют рыбалка, охота, лесозаготовка, частная лесопереработка, работа в нефтегазовой, бюджетной сфере, частный бизнес, подсобное сельское хозяйство, розничная торговля.
С мая по октябрь на реке Васюган осуществляются грузопассажирские перевозки на теплоходах.
В 2004—2010 гг. в селе действовала община коренных малочисленных народов Севера.

## Известные жители и уроженцы
- Едакин, Виктор Макарович — участник Великой Отечественной войны, полный кавалер ордена Славы.
- Пегов, Валентин Иванович (род. 04.05.1941) — доктор технических наук, участник создания стратегических ракетных комплексов подводных лодок ВМФ СССР и ВМФ России (ГРЦ имени академика В. П. Макеева), профессор Южно-Уральского государственного университета.